# Jüdischer Friedhof (Wadersloh)
Der Jüdische Friedhof Wadersloh ist ein jüdischer Friedhof im Dorf Wadersloh im Kreis Warendorf. Das von einer niedrigen Hecke umgebene Gelände liegt an der Straße Kirckstiege.
In der Zeit von 1831 bis 1937 diente er als Begräbnisstätte der jüdischen Gemeinde. Der Friedhof ist unter der Nummer 58 in der Denkmalliste der Gemeinde Wadersloh eingetragen.
Auf dem 792 m² großen Gelände befinden sich 26 Grabsteine (Mazewot).